# اتفاقية مياه النيل (1929)
اتفاقية تقاسم مياه النيل 1929 هي اتفاقية أبرمتها الحكومة البريطانية -بصفتها الاستعمارية- نيابة عن عدد من دول حوض النيل (أوغندا وتنزانيا وكينيا)، في عام 1929 مع الحكومة المصرية يتضمن إقرار دول حوض النيل بحصة مصر المكتسبة من مياه نهر النيل، وإن لمصر الحق في الاعتراض (فيتو) في حالة إنشاء هذه الدول مشروعات جديدة على النهر وروافده.

## خلفية سياسية
لاتفاقية عام 1929 تاريخ طويل، فقد أبرمت في إطار مصالحة سياسية بين مصر وبريطانيا بعد أحداث ثورة 1924 في السودان ومقتل سيرلي ستاك حاكم السودان العام وسردار الجيش المصري في القاهرة في 19 نوفمبر 1924. 
 وبسبب هذه الأحداث وجه المندوب السامي البريطاني في مصر اللنبي في 22 و23 نوفمبر 1925 إنذارا إلى رئيس وزراء مصر سعد زغلول تضمن بندا بأن الحكومة البريطانية قد أصدرت تعليمات إلى حكومة السودان بأن لها مطلق الحرية في زيادة مساحات الأراضي المروية في الجزيرة من 300.00 فدان إلى مقدار غير محدد وفقا للحاجة. وكان اللنبي قد تعهد في سنة 1920 للحكومة المصرية بأن مساحة الأراضي المروية في الجزيرة لن تزيد على 300.000 فدان.

وبعد عودة العلاقات الودية بين مصر وبريطانيا، طلب رئيس وزراء مصر في 25 يناير 1925 من الحكومة البريطانية إعادة النظر في تعليماتها إلى حكومة السودان بشأن توسيع نطاق الري في الجزيرة حتى لا يلحق ذلك أضرارا بالري في مصر. وإثباتا لحسن نواياها ومراعاة منها لحقوق مصر التاريخية والطبيعية في مياه النيل، أبدت الحكومة البريطانية في 26 يناير 1925 استعدادها لإصدار تعليمات جديدة إلى حكومة السودان بألا تنفذ ما سبق إرساله إليها من تعليمات بشأن توسيع نطاق الري في الجزيرة توسيعا لا حد له، على أن تشكل لجنة من ثلاثة خبراء لتدرس وتقترح القواعد التي يمكن إجراء الري بموجبها مع مراعاة مصالح مصر ومن غير الإضرار بمالها من الحقوق الطبيعية والتاريخية. أصبحت تلك اللجنة تعرف بلجنة مياه النيل لعام 1925. قدمت اللجنة تقريرها في 21 مارس 1926، ويعتبر هذا التقرير جزءا لا ينفصل عن الاتفاق بين مصر وبريطانيا بشأن استخدام مياه النيل لأغراض الري. وقد ضمن هذا الاتفاق في المذكرات التي تبودلت في 7 مايو 1929 بين محمد محمود رئيس وزراء مصر والمندوب السامي البريطاني لويد.

وقد اعترف محمد محمود في مذكرته بأن تعمير السودان يحتاج إلى مقدار من المياه أعظم من المقدار الذي كان يستخدمه آنذاك وأبدى استعداده لزيادة ذلك المقدار «بحيث لا تضر تلك الزيادة بحقوق مصر الطبيعية والتاريخية في مياه النيل، ولا بما تحتاج إليه مصر في توسعها الزراعي». وفي مذكرة الرد أكد لويد لمحمد محمود أن الحكومة البريطانية تعتبر المحافظة على حقوق مصر الطبيعية والتاريخية في مياه النيل مبدأ أساسيا من مبادئ السياسة البريطانية.
واتفق الطرفان على «ألا تقام بغير اتفاق مع الحكومة المصرية أعمال ري أو توليد قوي، ولا تتخذ إجراءات على النيل وفروعه أو على البحيرات التي ينبع منها سواء في السودان أو في البلاد الواقعة تحت الإدارة البريطانية يكون من شأنها إنقاص مقدار الماء الذي يصل إلى مصر أو تعديل تاريخ وصوله أو تخفيض منسوبه على أي وجه يلحق ضررا بمصالح مصر».